# Contea di Pawnee (Kansas)
La contea di Pawnee (in inglese Pawnee County) è una contea dello Stato del Kansas, negli Stati Uniti. La popolazione al censimento del 2010 era di 6 973 abitanti. Il capoluogo di contea è Larned.

## Geografia fisica
L'U.S. Census Bureau certifica che l'estensione della contea è di 1955 km², di cui 1953 km² composti da terra e 1 km² composti di acqua.

### Contee confinanti

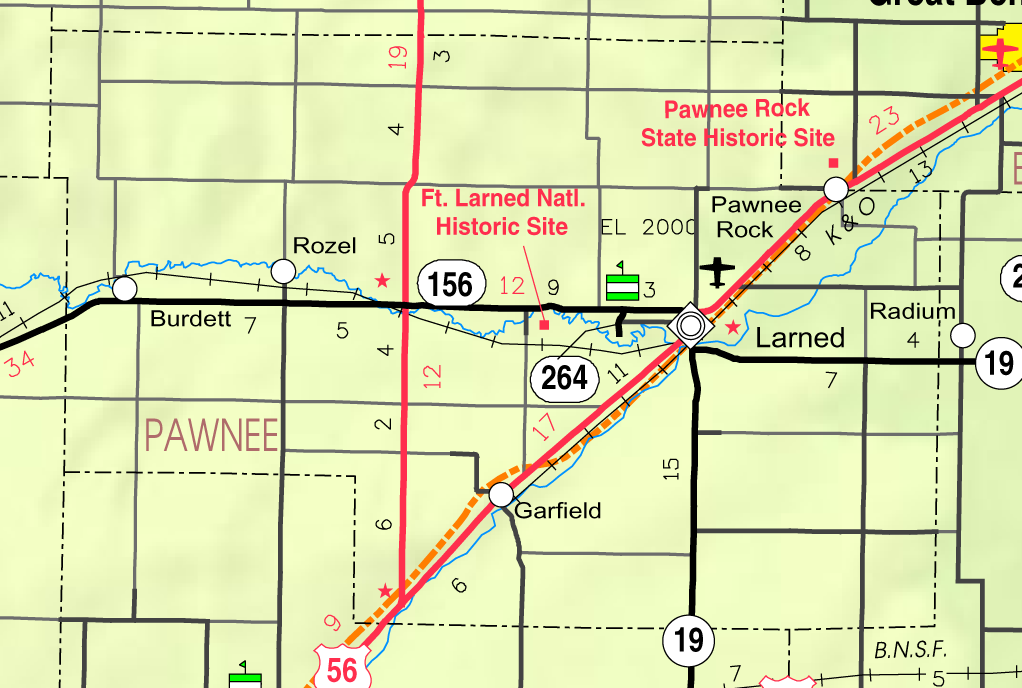

- Contea di Rush - nord
- Contea di Barton - nordest
- Contea di Stafford - est
- Contea di Edwards - sud
- Contea di Hodgeman - ovest
- Contea di Ness - nordovest

## Infrastrutture e trasporti
- U.S. Route 56
- U.S. Route 183
- Kansas Highway 19
- Kansas Highway 156
- Kansas Highway 264

## Geografia antropica

### Città
- Burdett
- Garfield
- Larned
- Rozel

### Area non incorporata
- Ash Valley
- Frizell
- Sanford

### Township
La contea di Pawnee è divisa in ventuno township.
La città di Larned è considerata governmentally independent quindi esclusa dai dati del censimento per le Township.
Le Township della contee sono:
- Ash Valley
- Browns Grove
- Conkling
- Garfield
- Grant
- Keysville
- Larned
- Lincoln
- Logan
- Morton
- Orange
- Pawnee
- Pleasant Grove
- Pleasant Ridge
- Pleasant Valley
- River
- Santa Fe
- Sawmill
- Shiley
- Valley Center
- Walnut